# Quinteto de cuerda n.º 6 (Mozart)
El Quinteto de cuerda n.º 6 en mi bemol mayor, K. 614, fue escrito por Wolfgang Amadeus Mozart el 12 de abril de 1791. Como todos los quintetos de cuerda de Mozart, se trata de una obra escrita para lo que se conoce como "quinteto con viola", ya que la instrumentación consiste en un cuarteto de cuerda más una viola adicional (es decir, dos violines, dos violas y un violonchelo).

## Estructura
La obra consta de cuatro movimientos:
- I. Allegro di molto
- II. Andante
- III. Menuetto: Allegro
- IV. Allegro